# 丁佐成
丁佐成（1891年—1966年），男，浙江镇海人，中国仪表专家，中华科学仪器馆创立者，曾任第三、四届全国政协委员。